# Feuille d'érable

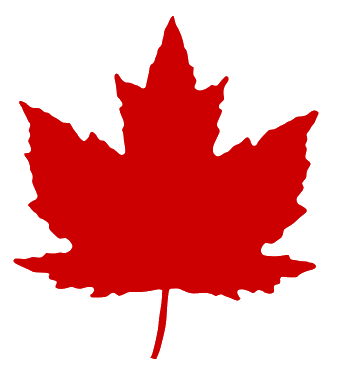
feuille d'érable

La feuille d'érable est l'un des emblèmes officiels du Canada, au même titre que le castor canadensis.

## Symbole du Canada
On retrouve la feuille d'érable notamment sur le drapeau du Canada (ce n’est qu’en 1965 qu'elle constitue le centre du drapeau) ainsi que sur plusieurs grades militaires des forces armées canadiennes.
Sur le drapeau, la feuille d'érable rouge, au dessin stylisé, comporte 11 pointes.
Son utilisation est due à la grande présence des érables en sol canadien. L’érable constitue depuis toujours une ressource économique d’envergure au Canada. En plus de fournir une grande quantité de bois, le sucre d’érable recueilli chaque année participe à l’exportation des ressources du pays.
La chanson folklorique « La Feuille d'Érable » des éditions La Bonne Chanson, raconte l'histoire de l'apparition des emblèmes floraux de nombreux pays, y compris pour la feuille d'érable canadienne. Cette chanson est la marche officielle du Cadre des Instructeurs de Cadets.
Le terme anglais Maple Leaf est également couramment utilisé. C'est notamment le nom de plusieurs équipes sportives, comme l'équipe de hockey sur glace : les Maple Leafs de Toronto.

## Monnaie canadienne
Entre 1876 et 1901, toutes les pièces de monnaie canadienne portaient sur leur design une ou plusieurs feuilles d’érable sous forme de couronne. Aujourd’hui, seules les pièces de 5 cents conservent ce symbole reconnu internationalement. D’ailleurs, depuis 1937, le revers de la pièce de 1 cent canadien, dessiné par G.E. Kruger-Gray (K.G.), n’a presque pas changé. L'année 2012 est la dernière où la pièce de 1 cent a été frappée par la Monnaie royale canadienne, la pièce de 1 cent ayant été retirée à compter de l'automne 2012 . La configuration des deux feuilles alternes sur la tige gravées sur la pièce de 1 cent indique qu'il ne s'agit pas de l’érable (Acer) mais du platane (Platanus spp.), l'érable porte des feuilles opposées, non alternes.

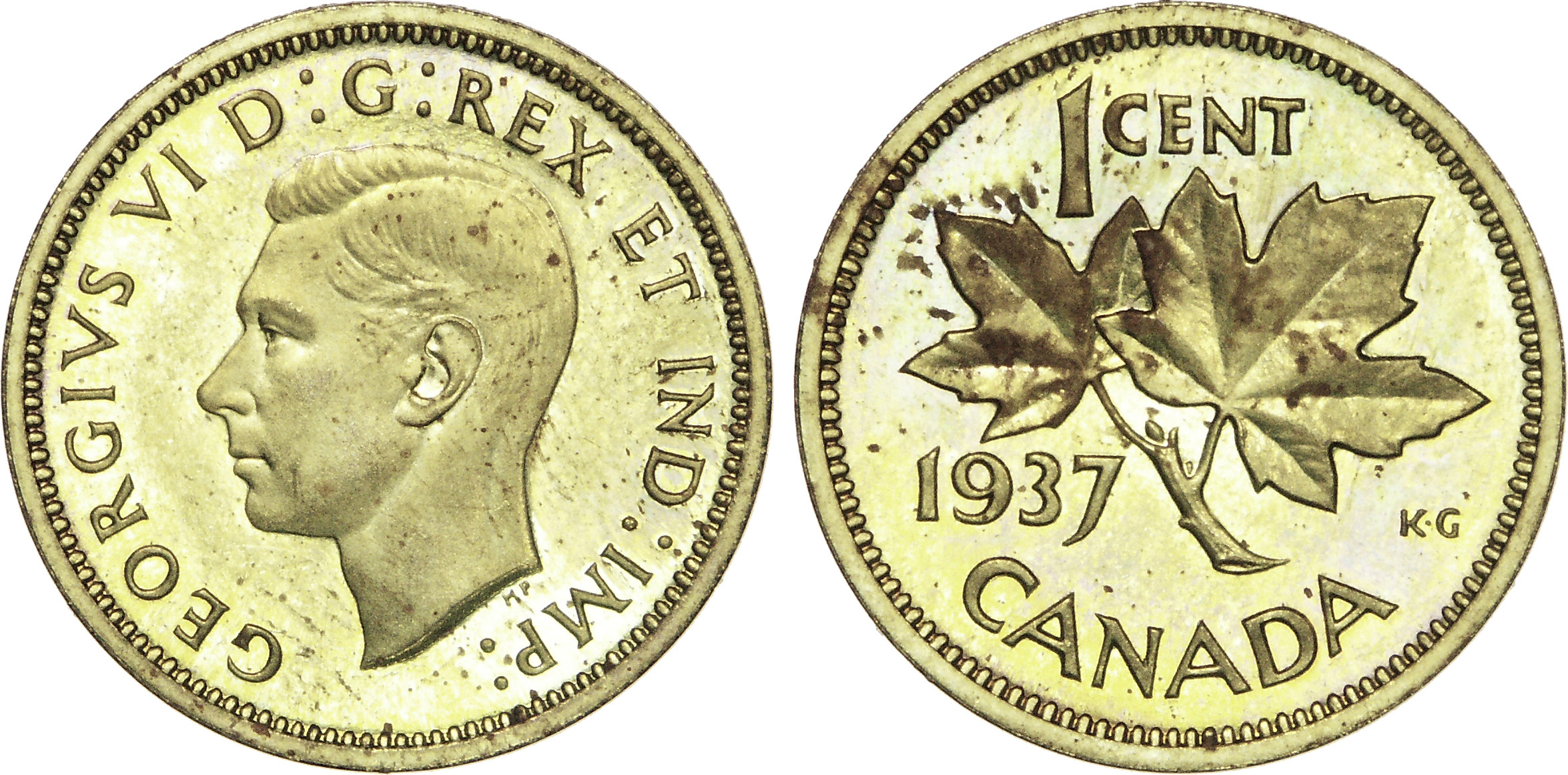
Epreuve de 1 cent en laiton représentant un rameau d' érable

À partir de 1979, la Monnaie royale canadienne frappe la Feuille d'érable en or, la pièce d'or officielle du Canada.

## Autres apparitions historiques de la feuille d’érable
- La première Société Saint-Jean-Baptiste en Amérique du Nord adoptait la feuille d'érable pour emblème en 1834.
- En 1848, la publication littéraire annuelle de Toronto, The Maple Leaf, présentait la feuille d'érable comme l'emblème choisi pour le Canada.
- En 1860, lors de la visite du Prince de Galles au Canada, la feuille d'érable fut incorporée à l'insigne des militaires du 100e régiment (Royal Canadians) et fut largement utilisée dans les décorations.
- En 1868, les armoiries des provinces de l'Ontario et du Québec portaient toutes deux des feuilles d'érable.
- Emblème arboricole du Canada à partir du 25 février 1996.
- Emblème national du Canada dans la promotion du leadership canadien en gestion durable des forêts.
- Biscuits feuille d'érable, biscuits fourrés canadiens dont la garniture à la crème est à saveur d'érable et peut contenir du sirop d'érable.

## Quelques photos

Drapeau canadien
Cocarde de l'aviation royale du Canada[3]
Grade de Général.
Grade de sergent.